# Clint Mathis
Clint Mathis (Conyers, 1976. november 25. – ) amerikai válogatott labdarúgó.

## Pályafutása

### Klubcsapatban
Conyersben született Georgia államban. Futballozni az AFC Lightning és a South Carolina Gamecocks utánpótlás csapataiban kezdett. 1998-ban a Los Angeles Galaxy draftolta, ahol két és fél évet töltött. 2000-ben a MetroStars szerződtette. A bemutatkozása olyannyira jól sikerült, hogy 2000. augusztus 26-án  a Dallas Burn elleni mérkőzésen 5 gólt szerzett, ami MLS-rekordnak számít. A szezon végén 16 góllal és 17 gólpasszal a második helyen végzett  a góllövő listán és beválasztották az MLS Év csapatába is.
2004-ben Németországba igazolt a Hannover 96 csapatához, ahol az első 5 mérkőzésén 4 alkalommal volt eredményes. 2005-ben visszatért a Egyesült Államokba a Real Salt Lake együtteséhez. Ezt követően évente váltott csapatokat: 2006-ban a Colorado Rapids, 2007-ben a New York Red Bulls, 2008-ban a görög Ergotélisz játékosa volt. 2008 augusztusában visszatért a Real Salt Lake-hez, mellyel 2009-ben megnyerte az MLS-t. 2010-ben Los Angeles Galaxy játékosaként fejezte be a pályafutását.

### A válogatottban
1998 és 2005 között 46 alkalommal szerepelt az Egyesült Államok válogatottjában és 12 gólt szerzett. 1998 november 6-án egy Ausztrália elleni mérkőzésen mutatkozott be a nemzeti csapatban.
Első gólját Barbados ellen szerezte 2000. november 15-én világbajnoki-selejtezőn. Részt vett a 2002-es világbajnokságon, ahol a Dél-Korea elleni csoportmérkőzésen gólt szerzett. Tagja volt a 2002-es CONCACAF-aranykupán válogatott keretének is. Ezen kívül részt vett a 2003-as konföderációs kupán és a 2003-as CONCACAF-aranykupán.

## Sikerei
Real Salt Lake
- MLS-győztes (1): 2009

Egyesült Államok
- CONCACAF-aranykupa győztes (1): 2002

Egyéni
- MLS Év csapatának a tagja (1): 2000